# 三先
三先（みさき）は、大阪府大阪市港区にある町名。現行行政地名は三先一丁目および三先二丁目。

## 地理
港区の中央部に位置し、東に市岡、西に池島、南東に福崎、北に夕凪と接している。

### 河川
- 三十間堀川

## 世帯数と人口
2019年（平成31年）3月31日現在の世帯数と人口は以下の通りである。
| 丁目       | 世帯数    | 人口    |
| ---------- | --------- | ------- |
| 三先一丁目 | 1,082世帯 | 2,097人 |
| 三先二丁目 | 2,155世帯 | 4,550人 |
| 計         | 3,237世帯 | 6,647人 |

### 人口の変遷
国勢調査による人口の推移。
| 1995年（平成7年）  | 7,240人 | [ 5 ] |  |
| 2000年（平成12年） | 6,941人 | [ 6 ] |  |
| 2005年（平成17年） | 6,864人 | [ 7 ] |  |
| 2010年（平成22年） | 6,857人 | [ 8 ] |  |
| 2015年（平成27年） | 6,656人 | [ 9 ] |  |

### 世帯数の変遷
国勢調査による世帯数の推移。
| 1995年（平成7年）  | 2,764世帯 | [ 5 ] |  |
| 2000年（平成12年） | 2,855世帯 | [ 6 ] |  |
| 2005年（平成17年） | 2,912世帯 | [ 7 ] |  |
| 2010年（平成22年） | 3,003世帯 | [ 8 ] |  |
| 2015年（平成27年） | 2,981世帯 | [ 9 ] |  |

## 事業所
2016年（平成28年）現在の経済センサス調査による事業所数と従業員数は以下の通りである。
| 丁目       | 事業所数  | 従業員数 |
| ---------- | --------- | -------- |
| 三先一丁目 | 97事業所  | 1,007人  |
| 三先二丁目 | 82事業所  | 488人    |
| 計         | 179事業所 | 1,495人  |

## 交通
- 国道172号

## 施設
- 大阪市立三先小学校
- 大阪市立港南中学校
- 三先天満宮
- 港警察署 夕凪交番
- 大阪シティ信用金庫 港支店
- 三先公園

## その他

### 日本郵便
- 〒552-0016[3]（集配局：大阪港郵便局[11]）